# Edøyfjord (Schiff)
Die Edøyfjord ist eine Doppelendfähre der norwegischen Reederei Fjord1.

## Geschichte
Das Schiff wurde unter der Baunummer 72 auf der Fiskerstrand Verft in Fiskarstrand gebaut. Der Schiffsrumpf wurde von der Werft Western Baltija Shipbuilding in Klaipėda zugeliefert. Die Fähre ist die einzige des vom norwegischen Schiffsarchitekturbüro Multi Maritime in Førde entworfenen Typs MM59FC.
Die Fähre wurde am 17. Januar 2012 abgeliefert. Getauft wurde sie am 20. Januar 2012. Sie wurde über den namensgebenden Edøyfjord zwischen Sandvika und Edøya in Dienst gestellt, wo sie die Tustna ersetzte.

## Technische Daten und Ausstattung
Das Schiff wird von zwei Caterpillar-Dieselmotoren des Typs C32 Acert mit jeweils 746 kW Leistung angetrieben. Die Motoren sind jeweils in einem Maschinenraum untergebracht und wirken jeweils auf einen Schottel-Propellergondel mit Twinpropeller. Für die Stromerzeugung stehen zwei von Caterpillar-Dieselmotoren des Typs C9TA mit jeweils 162 kW Leistung angetriebene Generatoren zur Verfügung.
Das Schiff verfügt über ein durchlaufendes Fahrzeugdeck. Dieses ist 59,4 m lang. Es kann mit insgesamt 200 t belastet werden. Die maximale Achslast beträgt 15 t. An beiden Enden der Fähre befinden sich nach oben aufklappbare Visiere. Das Fahrzeugdeck ist im mittleren Bereich von den Decksaufbauten überbaut. In den Decksaufbauten befindet sich unter anderem ein Aufenthaltsraum für die Passagiere, denen Automaten mit Snacks und Getränken zur Verfügung stehen. Das Steuerhaus ist in der Mitte auf die Decksaufbauten aufgesetzt.
Auf dem Fahrzeugdeck können 50 Pkw befördert werden. Die Passagierkapazität beträgt 146 Personen.